# Albugnano (Wein)
Albugnano ist ein italienischer Rotwein oder Roséwein (Rosato) aus dem Piemont. Er hat seit dem 6. Mai 1997 den Status einer Denominazione di origine controllata (DOC). Das Anbaugebiet umfasst die Gemeinden Albugnano, Pino d’Asti, Castelnuovo Don Bosco und Passerano Marmorito. Im Jahr 2014 wurden auf 13 Hektar Rebfläche 823 hl Wein erzeugt.  Der Wein gehört somit zu den Raritäten im italienischen Weinbau.

## Produktionsvorschriften
Es werden Rotweine und Roséweine aus den Rebsorten Nebbiolo (85–100 %) sowie Freisa, Barbera und Bonarda (einzeln oder zusammen 0–15 %) hergestellt. Der Wein mit der Auszeichnung Superiore muss einer Alterung von nicht weniger als einem Jahr (ab dem 1. Januar nach der Weinlese) unterzogen werden, davon mindestens 6 Monate in Eichenfässern.

## Beschreibung
Laut Denomination (Auszug):
- Farbe: mehr oder weniger intensives rubinrot, gelegentlich mit granatroten Reflexen[1]
- Geruch: zart, charakteristisch, manchmal weinig
- Geschmack: teilweise trocken, mit gutem Körper, mehr oder weniger Tannin, anhaltend, manchmal lebhaft
- Alkoholgehalt: mindestens 11,5 Volumenprozent, bei Rosato 11 %
- Gesamtsäure: mindestens 5 g/l
- Trockenextraktgehalt: mindestens 19 g/l

Der Roséwein (Rosato) wird in den Geschmacksrichtungen secco (trocken) und abboccato (halbtrocken) ausgebaut.